# Nogrod

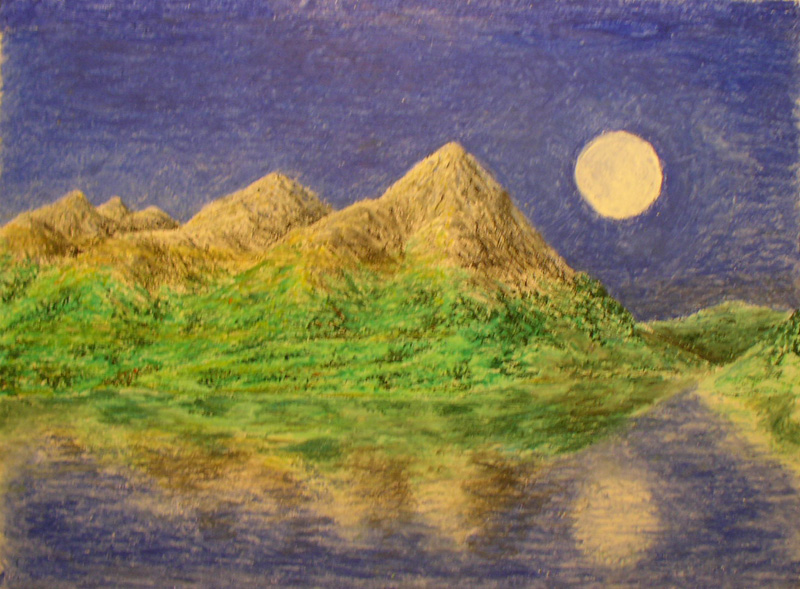
De Ered Luin, waarin de dwergensteden Belegost en Nogrod zich bevonden.

Nogrod of Tumunzahar is een koninkrijk van de dwergen uit het werk van J.J.R. Tolkien.
Een van de twee grote Koninkrijken van de Dwergen in de Ered Luin, de Blauwe Bergen, werd Nogrod genoemd, de 'Holle Woning'. Nogrod was de noordelijkste van de twee en lag bij de Berg Dolmed en de rivier de Ascar. Langs deze rivier lag de Dwergenweg, die tot aan het rijk Doriath doorliep.
De Dwergen van Norgod, die tijdens de Eerste Era zeer krijgshaftig tegen de orks en de draken vochten, waren, net als hun soortgenoten uit het nabijgelegen Belegost, uitstekende smeden en handwerkslieden, die door de handel met de Elfen van Beleriand zeer welvarend waren geworden.
De beroemdste wapensmid van Nogrod was Telchar. Hij was de maker van Angrist, het mes waarmee Beren Erchamion een van de Silmarillen uit de kroon van Morgoth sneed en van Narsil, het zwaard waarmee Isildur de Ene Ring van de hand van Sauron afhakte.

## Ondergang van Nogrod
Toen koning Elu Thingol van de Grijze Elfen enkele van de handwerkslieden van de Dwergen vroeg de Silmaril in een halsketting, de Nauglamír, te zetten, werden ze zo overweldigd door begeerte naar dit juweel dat ze de koning doodden en er met de halsketting vandoor gingen. Voordat ze echter konden ontsnappen werden ze allen gedood, waarna de halsketting werd teruggebracht naar Menegroth.
De Dwergen van Nogrod waren hier zo woedend over dat ze een groot leger naar Menegroth zonden en opnieuw de halsketting in hun bezit kregen. Voordat ze echter naar Nogrod konden terugkeren, werden ze door Beren en Dior in een hinderlaag gelokt en met behulp van de Laiquendi en de Enten afgeslacht.
Aan het einde van de Eerste Era braken de Blauwe Bergen en Nogrod verzonk in de zee, die op deze plaats ontstond. De overlevenden van Nogrod trokken naar Khazad-dûm.